# Castell d'Aljezur
El castell d'Aljezur és un monument militar de la vila d'Aljezur, al districte de Faro, a Portugal. D'acord amb els vestigis trobats, fou ocupat almenys des de l'edat del bronze i del ferro, i després es reutilitzà durant els períodes romà i islàmic i després de la conquista cristiana. El castell controlava la ribera d'Aljezur, i degué ser abandonat en la transició entre els segles XV i XVI, quan es colmatà aquell eix fluvial.(1) Segons la tradició, és un dels castells de l'Algarve representats en la bandera de Portugal. El castell d'Aljezur es va destruir molt en el sisme de 1755, i fou parcialment reconstruït entre 1940 i 1941, en l'àmbit de les commemoracions nacionals. Fou classificat com a Immoble d'Interés Públic al 1977.

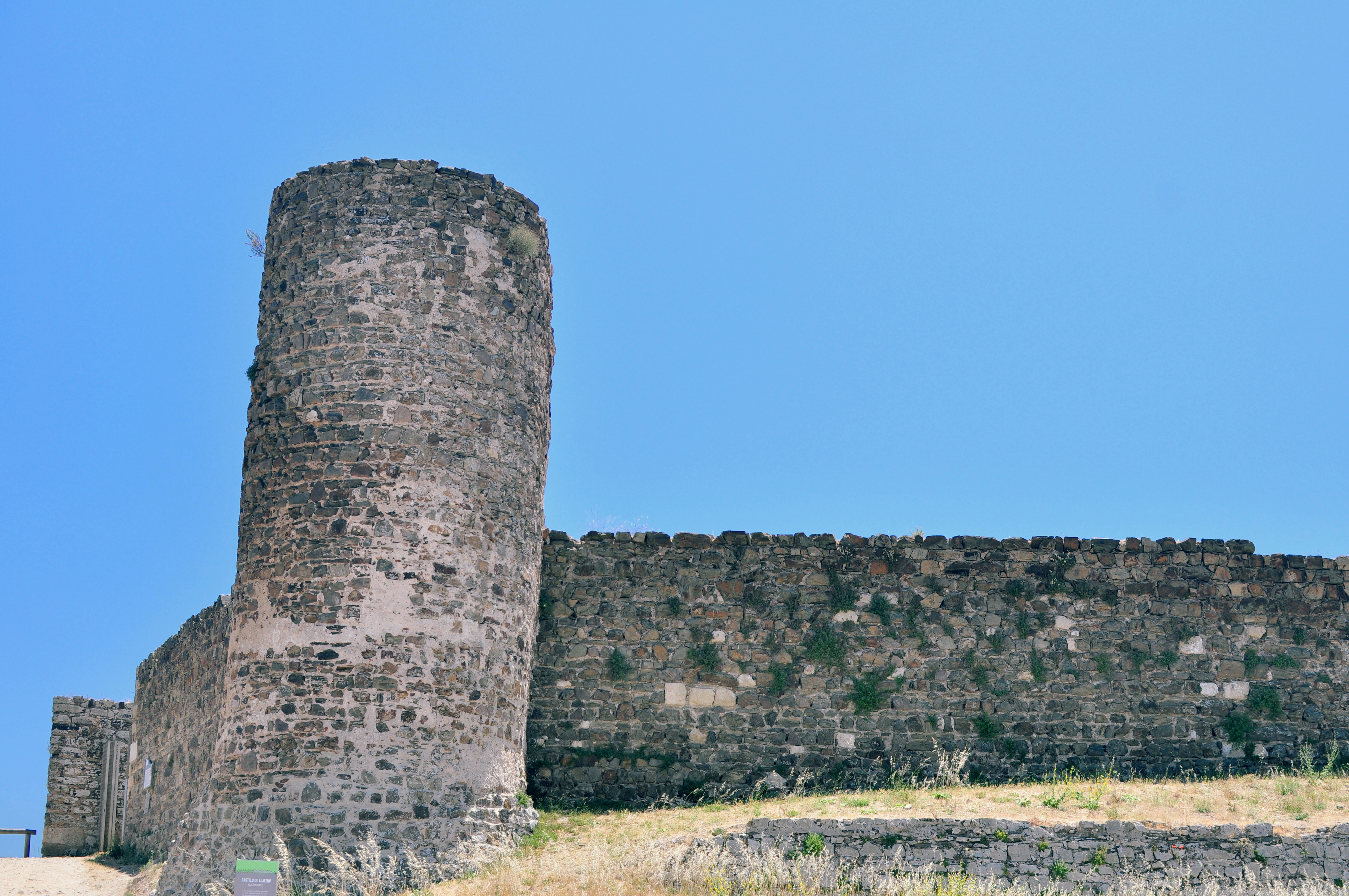
Torre nord del castell, de forma circular

## Descripció

### Situació i accessos
El castell és al cim d'un pujol aïllat de 88 m d'altitud; domina la part més antiga d'Aljezur, que se situa a l'est.(1) Aquest, però, no és el punt més elevat d'Aljezur: al sud hi ha un altre turó amb 93 m d'alçada. El castell domina la ribera d'Aljezur, la seua plana i part de la franja costera. La ribera d'Aljezur passa per la vall de D. Sancho i després desaigua a l'oceà, vora la platja d'Amoreira, i és un important eix de comunicacions entre el litoral de l'Alentejo i el Barlavento de l'Algarve. Presentava bones condicions de navegabilitat fins al segle xvi, i s'han trobats vestigis d'un port fluvial a la ribera, a la vila d'Aljezur. El castell està situat en un extrem de l'Algarve.(2)
S'accedeix a l'edifici pels carrers de Cerro do Castelo i D. Pires Paio Correia.

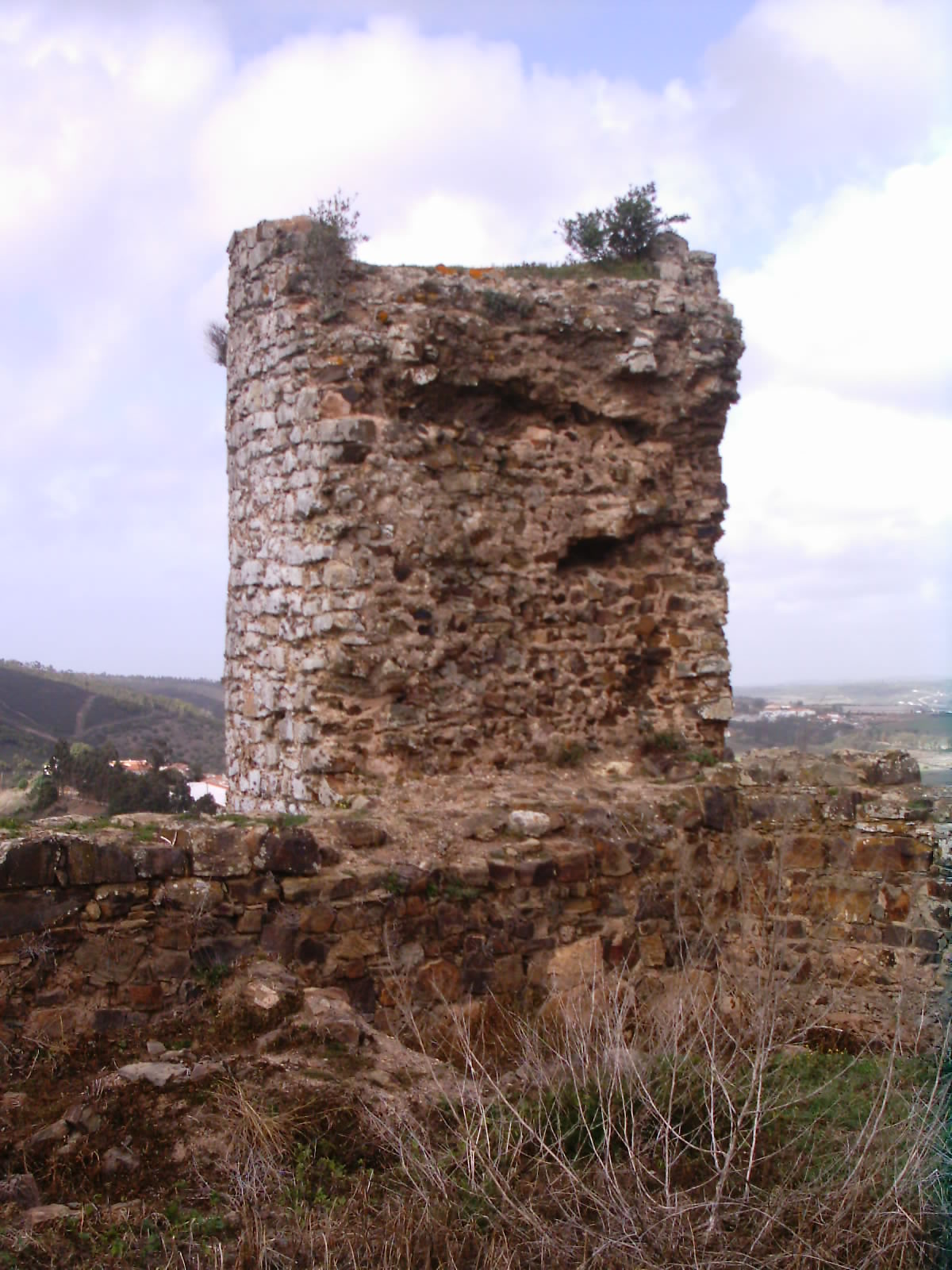
Torre sud, de planta quadrangular

### Composició
La fortalesa té una planta poligonal irregular, aproximadament octogonal, per a adaptar-se a la topografia de l'indret.(8) Les muralles, de forma rectilínia, tenen prop d'1,5 m de grossor i 3 a 5 m d'alçada, i inclouen dues torres massisses, situades en punts extrems oposats del castell, al nord i sud.(1) També s'hi trobaren restes d'una barbacana al vessant nord-oest, que tindria menys d'un metre d'alçada, i d'afloraments de muralla al costat oest.(5) La torre nord, amb prop de 5 m de diàmetre i 9 m d'altura a partir de l'exterior, tenia planta circular, i servia per a guardar l'única entrada del castell, al costat nord-est. (5) L'altra torre presentava una forma quadrangular, amb 4,98 per 4,40 m, i una alçada i cota d'implantació semblants a la de la torre circular.(5) 
La plaça d'armes inclou una cisterna (aljup) al nord-oest, de forma aproximadament cúbica amb una volta, i amb accés per una porta en arc.(6) També hi havia diversos compartiments de planta trapezoïdal i rectangular adossats a la muralla, que podrien haver tingut una funció militar, com a casernes.(8) També hi aparegueren sitges excavades a la roca, que indiquen que el castell s'empraria també com a magatzem.(6) El castell hauria estat construït per allotjar només una guarnició.(5)
S'hi trobaren poques restes de les ocupacions més remotes: per exemple els vestigis de l'edat del bronze aparegueren en una capa discontínua i de poc espessor, per tant per sobre del substrat rocós.(6) Les capes relatives a l'edat del ferro i a l'època romana estan molt danyades, principalment durant el període d'abandó abans de l'ocupació islàmica.(6) Les peces de l'edat del bronze inclouen recipients ceràmics, com ara copes i atuells semblants als del jaciment arqueològic de Cerradinha, a Santiago do Cacém.(1) Pel que fa a l'edat del ferro i al període romà, aparegueren parts d'àmfores i ceràmica fina, negra i campaniana.(1) Algunes peces són de producció local o regional, i d'altres, com la ceràmica fina campaniana i les àmfores vineres dels segles II a I ae, seran de la península Itàlica o mediterrànies, cosa que indica que l'antiga Aljezur mantenia connexions amb l'exterior.(6) S'hi trobaren també restes del període medieval islàmic, com ara dues monedes, peces metàl·liques, i fragments d'atuells ceràmics, com ara gerros, copes esmaltades i vidrades, gibrells, càntirs i talles.(1) També s'hi replegaren vestigis d'alimentació durant el domini musulmà, com ara peix, mamífers domesticats o salvatges com ara cérvols, i moltes conquilles de mol·luscs, d'estuari i marítims.(6) Es constata que l'alimentació durant aquell període era molt variada, i que les principals activitats econòmiques en serien la pesca i la ramaderia, la caça i el marisc. També s'hi trobaren escòries de fosa al castell, que indiquen la presència de metal·lúrgia del ferro.(6)

### Importància i conservació
El castell d'Aljezur és un dels més importants de l'Algarve. El 1977 fou classificat com a Immoble d'Interés Públic, mentre que la Zona Especial de Protecció la defineix l'ordenança núm. 220/2010, publicada en el Diário da República, núm. 55, II sèrie, de 19 de març de 2010.(5)

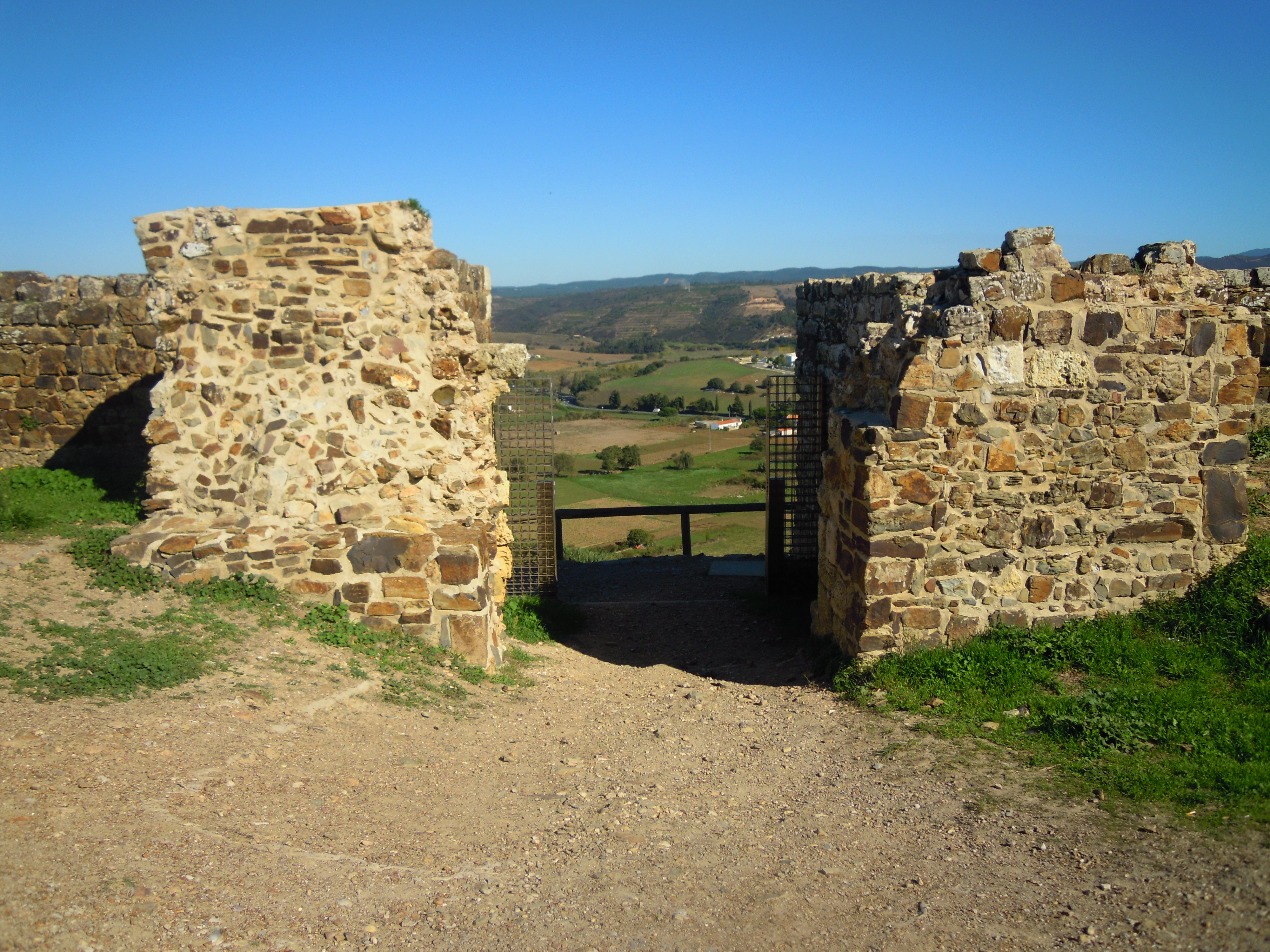
Porta d'entrada, el 2013

## Història

### Antecedents
Les excavacions dirigides per Carlos Tavares da Silva identificaren diverses etapes d'ocupació: de l'edat del bronze, amb prop de 3.000 anys, i de la segona edat del ferro fins al període republicà de Roma, entre els segles IV i I ae.(6) A Várzea da Misericórdia, situat en un vessant del pujol on s'alça el castell, es trobaren restes d'un possible poblat de l'edat del bronze, i en destaca un casc de bronze, preservat ara al Museu Municipal de Lagos.
Durant el període romà, l'indret on posteriorment s'alçà el castell degué ser un castre lusità, mentre que els romans hi instal·laren un lloc de guaita.(5) Aquesta funció es reprendria durant el període visigòtic, entre els segles vii i viii.(5)

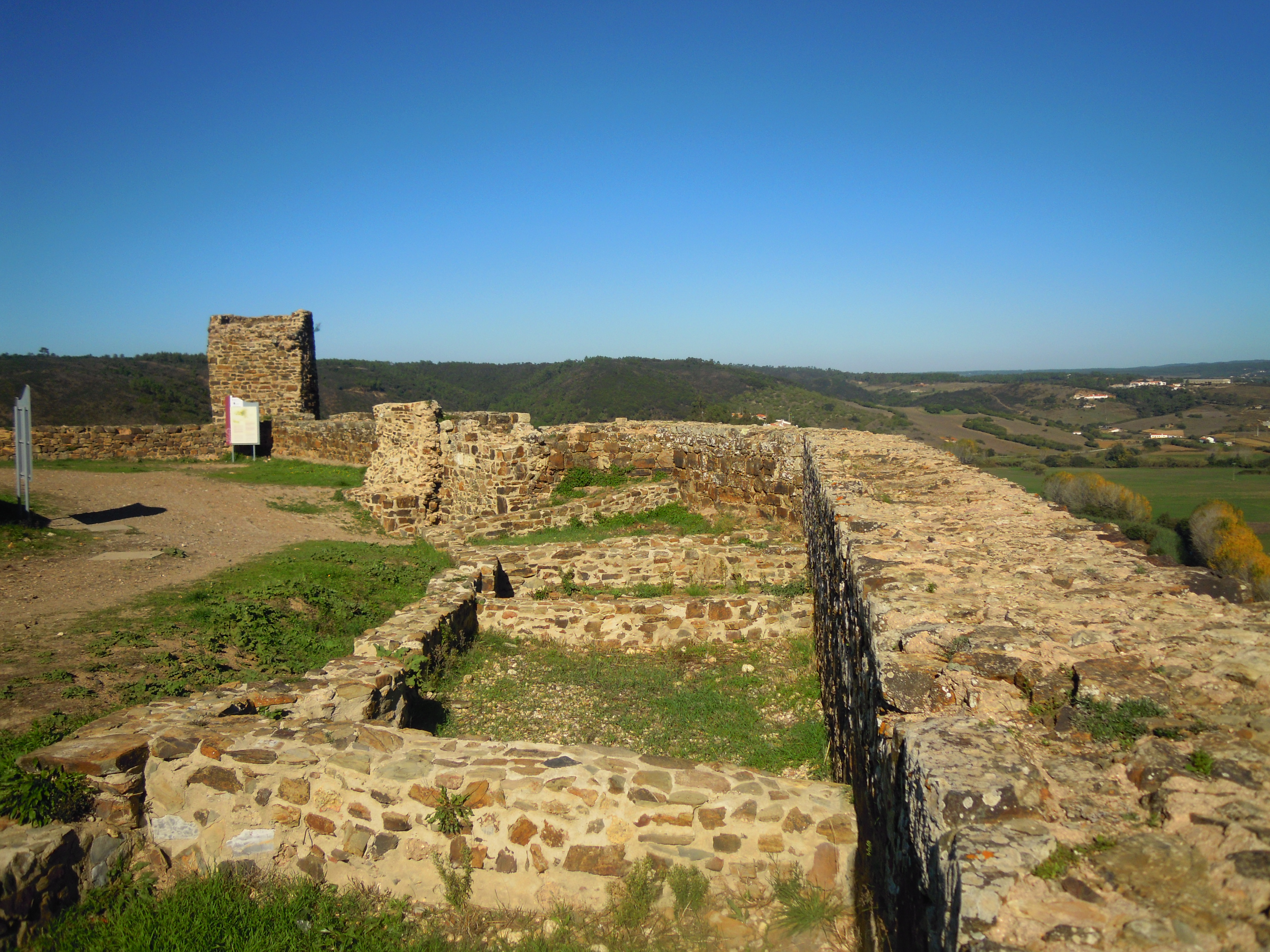
Ruïnes de compartiments dins el castell, el 2013

### Període medieval
La fundació del castell ocorregué al segle X, durant el període medieval islàmic, durant el qual també es crea el poble d'Aljezur.(5) Els vestigis de cronologia musulmana es donen en dues fases: la primera correspon a diverses estructures, probablement d'ús residencial, i de les quals resten les parets, i els pisos, alguns d'ells amb lloses.(6) Les muralles pertanyen a una segona fase, probablement erigides durant els principis del segon període del Califat almohade, entre els segles XII i XIII, període en què també es construirien les sitges dins el castell.(2) Aquesta fortalesa formaria part del complex defensiu de la regió sota el domini de Silves, que llavors comprenia la regió des d'Aljezur i el sud de la costa alentejana fins als actuals municipis de Lagoa i Albufeira.(1) El poble d'Aljezur degué ser d'origen islàmic, als inicis del segle x.(8)
Segons la tradició, la vila fou conquistada per les forces cristianes el 1242 o 1246, el dia 16 de juny, per un destacament de l'Orde de Sant Jaume, sota el comandament de Paio Peres Correia.(5) El poble d'Alvor fou pres al 1240, i Tavira al 1242, i la conquista cristiana acaba el 1249, amb la presa de Silves, Faro, Albufeira i Porches. En recompensa pel seu paper en la conquista de l'Algarve, el rei Alfons III oferí Aljezur i altres pobles a l'Orde de Sant Jaume. Aquell monarca faria obres en el castell, com ara els compartiments junt a la muralla.(2)
El 16 de febrer de 1267, en el tractat de Badajoz, el rei de Lleó i Castella, Alfons X, es compromet a lliurar al rei Alfons III de Portugal els castells de l'Algarve, incloent-hi el d'Aljezur.(5) En 12 de novembre de 1280, el rei Dionís emet el foral d'Aljezur, a la vila d'Estremoz.(5) L'1 de desembre de 1297, aquell monarca intercanvia la vila d'Almada i la quinta d'Alfeite, pels castells de Monchique i Aljezur i les viles d'Almodôvar i Ourique, que passen a pertànyer a l'Orde de Sant Jaume. Aquesta decisió forma part del procés d'alliberament de l'Orde de Sant Jaume dels mestres de Castella, començat per Dionís.(12)

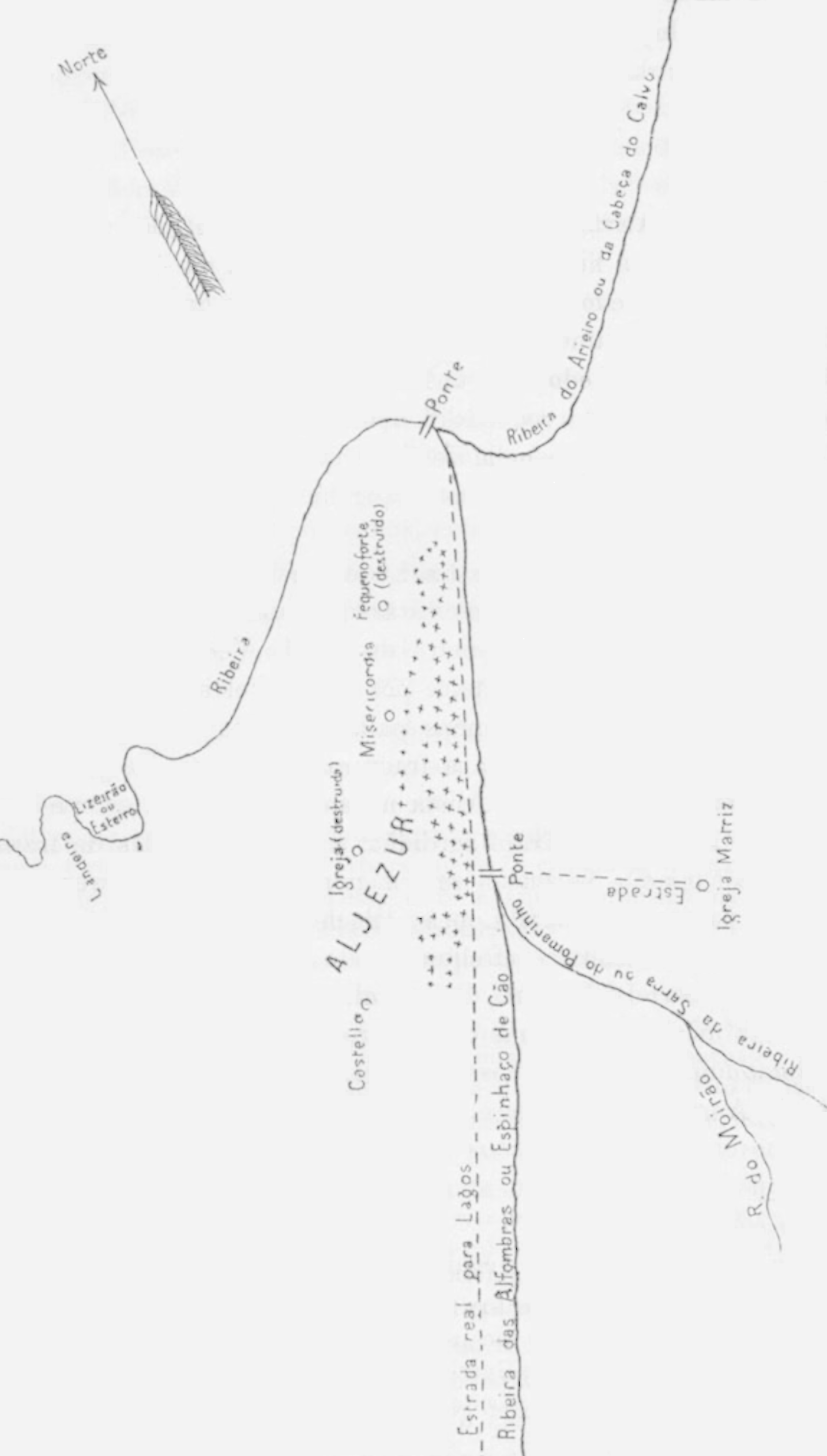
Mapa de la vila d'Aljezur, publicat en O Archeologo Português el 1903. El centre d'Aljezur és en una península formada per les riberes d'Aljezur (originàriament coneguda com de Serra o de Pomarinho), d'Alfambras i d'Areeiro, mentre que el castell és al sud-oest del centre

### Edat moderna
El castell s'abandonà entre finals del segle xv i primeria del XVI, quan va perdre importància com a lloc defensiu, pel rebliment de la ribera d'Aljezur, que disminuí la navegabilitat.(1) Els fragments de ceràmica descoberts a la part superior de les estructures són típics del període de transició del segle xv al XVI.(6)
Al segle xv, el castell ja es trobava en avançat estat d'abandó, com comenta un visitant de l'Orde de Sant Jaume a la vila d'Aljezur, el 1448 o 1482.(5) Segons aquest document, la muralla occidental estava en ruïnes, i les portes estaven danyades i no tenien pestells.(6) El rei D. Manuel va emetre un nou foral per a Aljezur el 20 d'agost del 1504.(5) Malgrat això, de llavors ençà el castell entra en un profund procés de degradació, testimoniat pels autors entre els segles xvi i XIX.(2) 
En l'obra Diccionario Geographico del pare Luís Cardoso, editada entre 1747 i 1751, al volum I, pàgina 312, hi ha una referència al castell d'Aljezur: «Als suburbis de la vila es troben vestigis d'un castell amb la cisterna quasi del tot enrunada, i perduda». Poc temps després, el terratrèmol del 1755 va devastar la vila i el castell, que sofrí grans danys en les estructures i edificis de l'interior.(2)
Una altra descripció de la fortalesa la fa João Maria Baptista, en la seua obra Chorographia Moderna do Reino de Portugal, publicada el 1876: «Tenia un castell fort al temps dels àrabs, les ruïnes del qual encara es conserven a la part més elevada del turó, al sud, de figura octogonal amb dues torres i una bella cisterna que encara es conserva en bon estat, i fonaments de petits quarters. Els vestigis dels pocs i escanyolits edificis que en algunes excavacions en la rodalia s'han trobat, mostren haver estat sempre el poble petit i pobre que és hui».

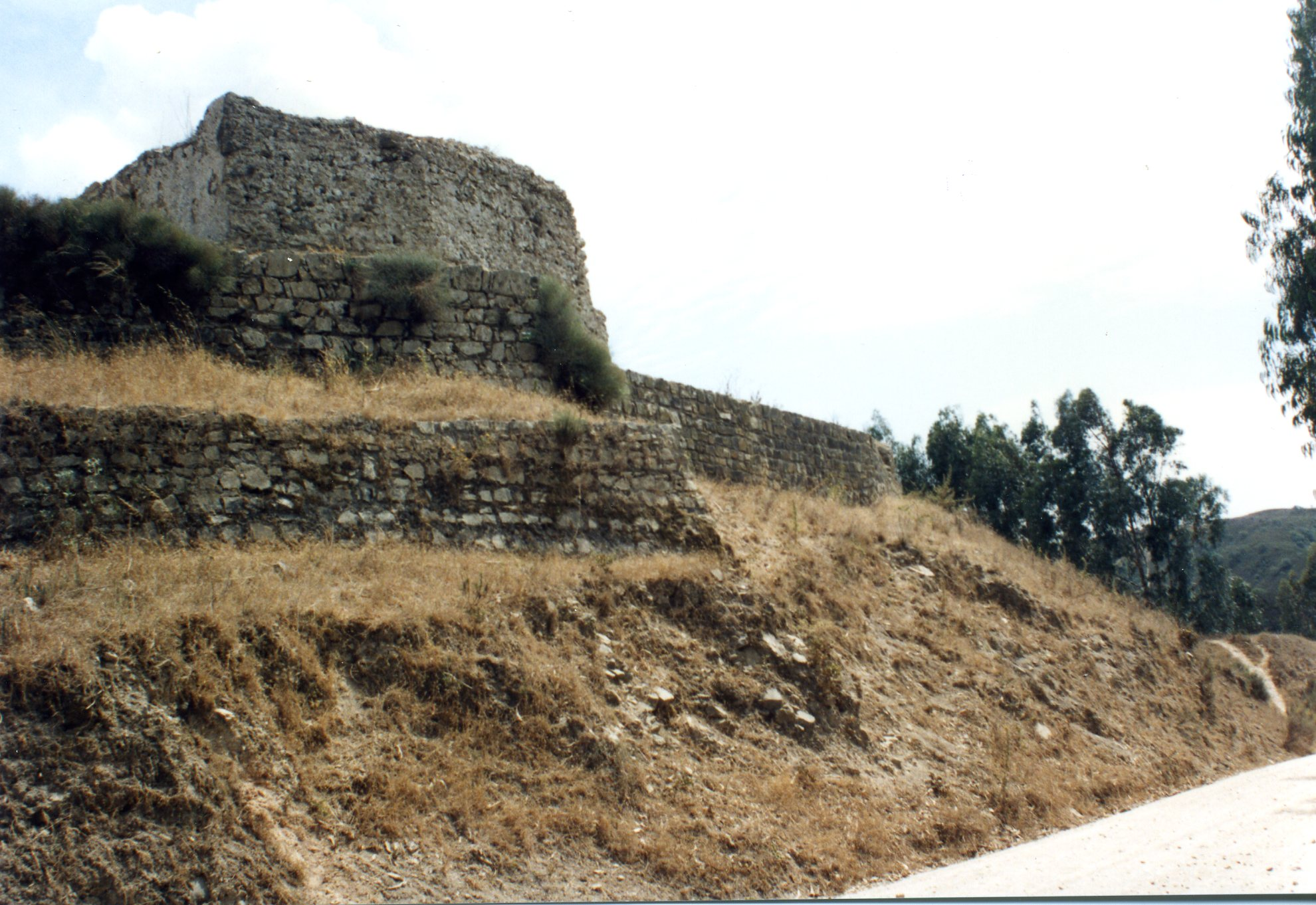
Vista del costat nord-oest del castell d'Aljezur el 1994, veient-se a l'esquerra la cisterna

### Segle XX
Després d'uns segles d'abandó, les primeres intervencions significatives en el castell es feren entre 1940 i 1941, en l'àmbit de les commemoracions dels centenari de l'Infant D. Henrique, durant les quals es restauraren monuments del Barlavento Algarvio, incloent-hi la fortalesa de Sagres i la ciutat de Lagos.(2) En el cas del castell d'Aljezur, se'n destacà la importància, sobretot per la tradició que seria una de les fortaleses de l'Algarve inserida en la bandera nacional, i se'n feren reparacions a les muralles, tot i que alguns trams se'n modificaren durant el procés.(2) El castell d'Aljezur fou classificat com a Immoble d'Interés Públic pel Decret 129/77, de 29 de setembre.(4) 
El Decret-llei 106F/92, d'1 de juny, publicat en el Diário da República núm. 126, Sèrie A, consigna el monument a l'Institut Portugués del Patrimoni Arquitectònic.(5) 
El 1988, el castell d'Aljezur va sofrir treballs de prospecció, en l'àmbit d'un programa arqueològic dels municipis d'Aljezur i Monchique.(1) 
En la dècada del 1990, el castell torna a ser estudiat, i se'n troben vestigis de les edats del bronze i del ferro, i dels períodes romà i islàmic.(1) Aquestes investigacions les fa la Unitat d'Arqueologia del Parc Natural del Sud-oest Alentejà i Costa Vicentina, en col·laboració amb la Cambra Municipal d'Aljezur.(6)

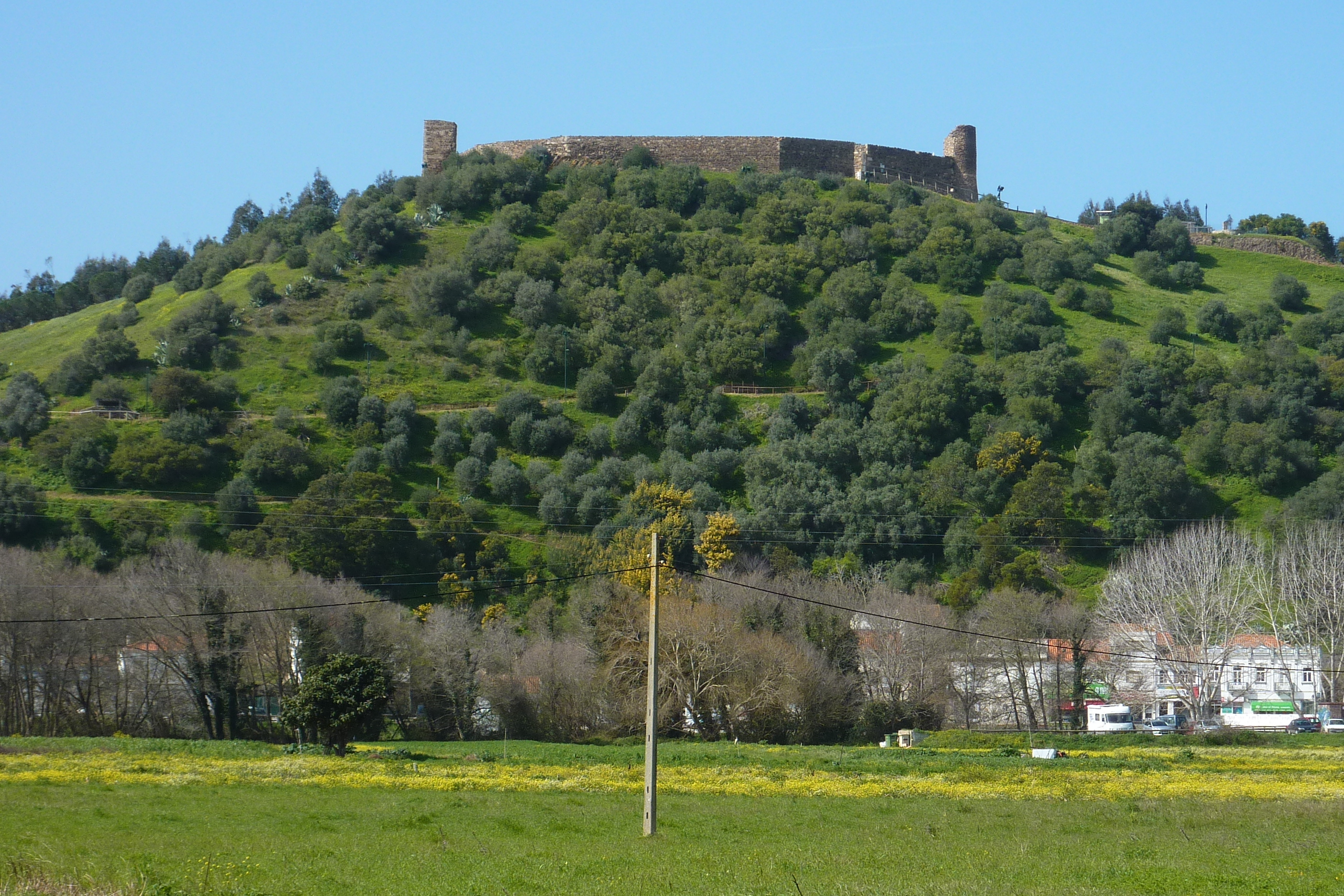
Vista del castell a partir de la zona nova de la vila d'Aljezur, el 2014

### Segle XXI
El 2004, s'identifica l'antic traçat de la muralla, per reconstruir-la parcialment.(1) 
El 5 de desembre de 2007, la Direcció Regional de Cultura de l'Algarve emet una proposta per a la Zona d'Especial Protecció del castell, que s'aprova l'1 d'octubre de 2008 pel consell consultiu de l'Institut de Gestió del Patrimoni Arquitectònic i Arqueològic.(5) Entre 2007 i 2008 es realitza la Protecció de les Estructures Arqueològiques i consolidació del Castell d'Aljezur.(9) El 2013, es fan obres de consolidació en la torre sud i en la cisterna, i es fa un museu del monument i s'hi instal·la un centre de visitants.(9)

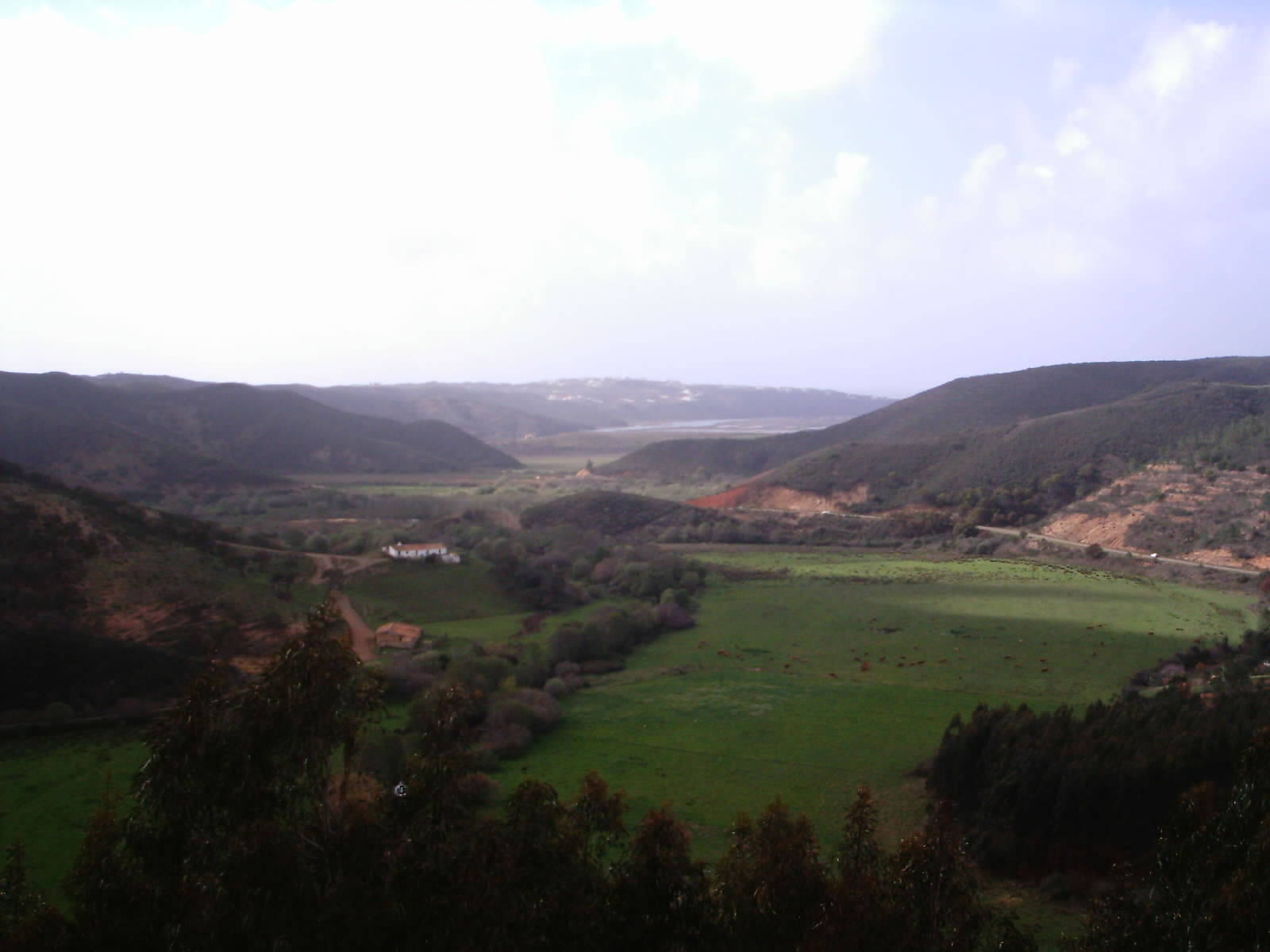
Vista nord-oest des del castell d'Aljezur: al fons la platja d'Amoreira i l'Atlàntic

## La llegenda de Mareares
La conquista cristiana del castell al segle xiii s'uneix a una llegenda local, que relata que una dona àrab ajudà els cristians per amor.(5)
Una altra llegenda indica que les forces cristianes entraren al castell per una font dels voltants, la font das Mentiras, i el conqueriren.

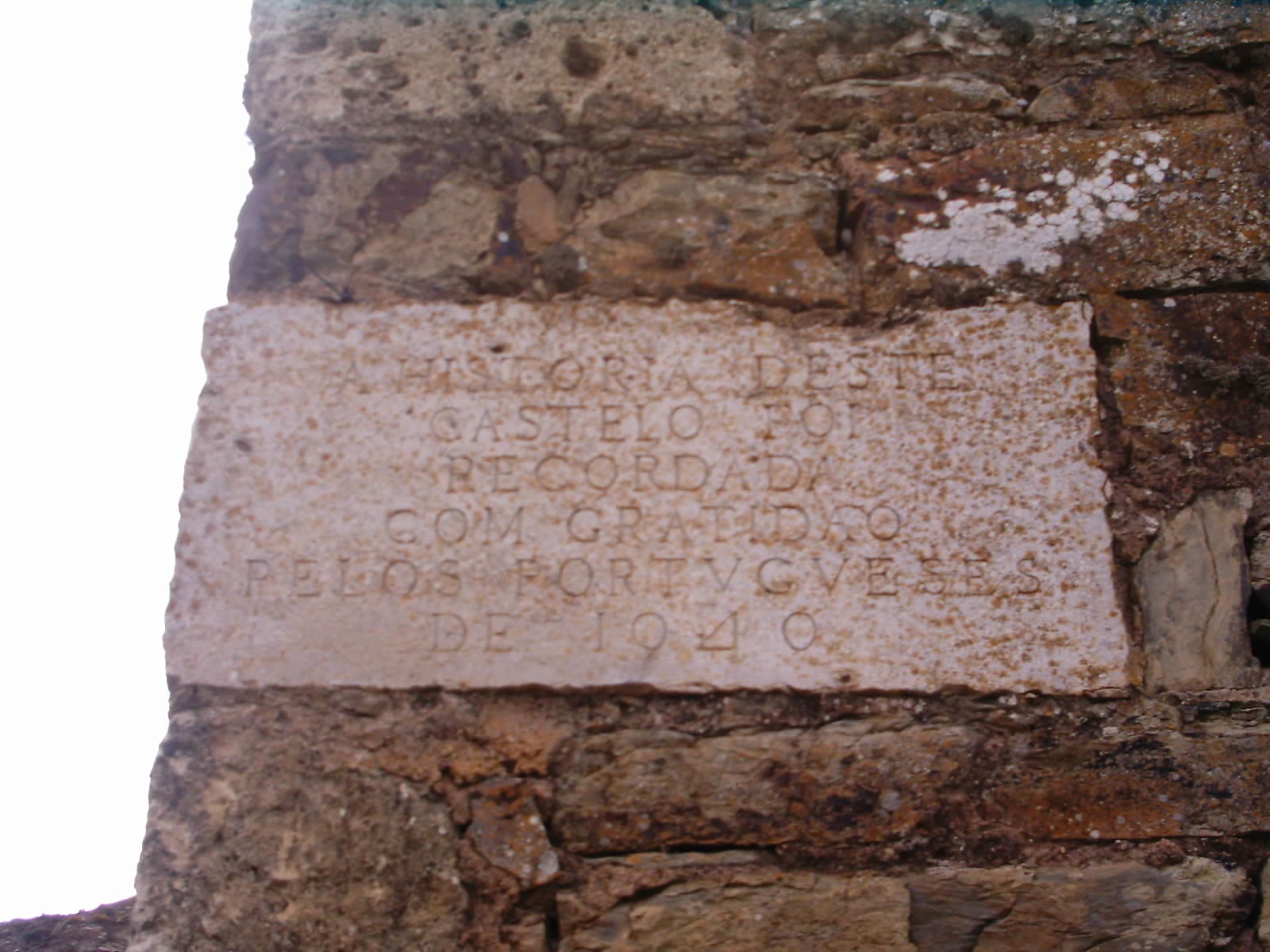
Placa commemorativa del castell, inaugurada el 1940